# 元気!!いっぱい!! 〜ポケモン音楽集運動会編〜
『元気!!いっぱい!! 〜ポケモン音楽集運動会編〜』（げんき いっぱい ポケモンおんがくしゅう うんどうかいへん）は、『ポケットモンスター』から運動会に使用できる楽曲を集めたコンピレーションアルバム。2005年3月23日にメディアファクトリーから発売された。

## 概要
- 『ポケットモンスター』の運動会に合った楽曲が収録されているコンピレーションアルバム。
- CDジャケットには、ピカチュウ、プラスル、マイナン、ニャース、アチャモ、ミズゴロウ、キモリ、ソーナンス、チリーン、ドゴーム、サボネアが描かれている。

## 収録曲
1. アドバンス・アドベンチャー
歌：GARDEN
作詞：GARDEN / 作曲・編曲：たなかひろかず
2. ポルカ・オ・ドルカ
歌：ニャース（犬山イヌコ）
作詞：戸田昭吾 / 作曲・編曲：たなかひろかず
3. いっぱいサマー!!
歌：田村直美
作詞：ピカチュウ学芸部 / 作曲・編曲：たなかひろかず
4. チャレンジャー!!
歌：松本梨香
作詞：許瑛子 / 作曲・編曲：たなかひろかず
5. GLORY DAY 〜輝くその日〜（POWER-MIX VER.）
歌：GARDEN
作詞：GARDEN、ピカチュウ学芸部 / 作曲・編曲：GARDEN
6. 大会入場・退場行進（トウカシティ）
ルビー・サファイアより
7. 大会入場・退場行進（コンテスト）
ルビー・サファイアより
8. 大会入場・退場行進（ポケモンジム）
9. 大会入場・退場行進（ジムリーダーに勝利）
10. 開会&閉会式・大会入場&退場行進（タイトル）
ルビー・サファイアより
11. 開会&閉会式・大会入場&退場行進（タイトル）
金・銀より
12. 開会&閉会式・大会入場&退場行進（虫取り大会）
金・銀より
13. 開会&閉会式・大会入場&退場行進（エンディング）
赤・緑より
14. 開会&閉会式・大会入場&退場行進（タイトルデモ〜タイトル）
赤・緑より
15. お遊戯・入場行進・退場行進（トキワへの道〜マサラより)
赤・緑より
16. 競技中（自転車）
赤・緑より
17. 競技中（セキチクへの道〜シオンタウンより）
赤・緑より
18. 競技中（No.1）
19. 競技中（No.2）
20. 競技中（戦闘野生ポケモン）
ルビー・サファイアより
21. 競技中（戦闘野生ポケモン）
金・銀より
22. 競技中（高速船アクア号）
金・銀より
23. 競技中（No.3）
24. 競技中（No.4）
25. 競技中（OPテーマ 〜アドバンス・アドベンチャーINST.VER〜）
26. 競技中（戦闘!野生ポケモン）
赤・緑より
27. お遊戯・競技中（なみのり）
金・銀より
28. お遊戯・競技中（29番道路）
金・銀より
29. お遊戯・競技中（自動車）
金・銀より
30. お遊戯・競技中（なみのり）
赤・緑より
31. ファンファーレ（ポケモンゲットファンファーレ）
赤・緑より